# 張廷瓚
张廷瓒，字卣臣，号随斋，桐城（今属安徽省）人。清朝政治人物。

## 生平
康熙十七年（1678年）中举人，次年考中己未科二甲二名进士，选庶吉士，散馆授翰林院编修，历官日讲起居注官，官至詹事府少詹事。康熙二十六年（1687年）主持山东乡试。不幸先于父亲而卒。

## 家庭
- 父大学士张英，廷瓒为长子。
- 胞弟进士、大学士张廷玉。
- 张廷瓒后代有清末书法家父子张祖翼、张延奂（民国初曾在天津津浦铁路局工作，与同事、汉军旗词人画家李孺交友，合作《墨梅、书法》扇面）。据载，2018年张延奂之女张燕如（时102岁）在上海向安徽桐城博物馆捐赠《清康熙朝文华殿大学士兼礼部尚书张英画像》（宫廷画师禹之鼎作）。

## 著作
有《传恭堂诗集》五卷。

## 延伸阅读
[在维基数据编辑]
 《清史稿·卷267》，出自趙爾巽《清史稿》